# José Gasch
José Gasch of Casch (L'Alcora, 16 februari 1653 – Palermo, 11 juni 1729) was een Spaanse miniem en aartsbisschop van Palermo en in deze hoedanigheid primaat van het koninkrijk Sicilië (1703-1729). Tijdens zijn episcopaat veranderde het koninkrijk Sicilië driemaal van vorst: Spanje (tot 1713) – Savoye & Sardinië (1713-1720) – Oostenrijk (vanaf 1720).

## Levensloop
Gasch groeide op in het koninkrijk Valencia, deelrijk van de Kroon van Aragon dat met Castilië een personele unie uitmaakte. Nadat hij het diploma filosofie behaalde aan de universiteit van Valencia, trad hij toe tot de orde der miniemen in Valencia (1671). Dit was in het klooster San Sebastiano. Hij werd vervolgens overste van de miniemen in het dorp Jávea nabij Alicante, en vandaaruit predikte hij in het markizaat Denia. Hij keerde naar het klooster in Valencia terug, waar hij novicenmeester en leraar werd. In 1686 werd Gasch provinciaal overste van de miniemen voor Valencia. Het bracht hem aan het Hof van de onderkoning van Valencia. 
Paus Alexander VIII benoemde Gasch tot lid van het Generaal College der miniemen in Rome (1690). Dit betekende een verhuis naar Rome. Het kostte Gasch moeite om in Rome te geraken, want tweemaal enterden Franse piraten zijn schip na vertrek uit de haven van Genua. Van 1690 tot 1703 woonde Gasch in Rome. Daar behoorde hij tot de hofhouding van de Spaanse ambassadeur de hertog van Alcalá en van kardinaal Juan Francisco Albani. Er volgden bevorderingen tot adjunct-generaal-overste der miniemen (1694) en tot hoofd van de censuur der geschriften (1697). Vanuit Rome bezocht hij miniemen in Frankrijk en Italië, tot in Sicilië. Tevens trok hij naar Spanje, waar hij onder meer in de examencommissie zat voor toekomstige inquisiteurs. Koning Karel II beloofde Gasch het bisdom Orihuela, nabij Alicante, doch door zijn dood in 1700 ging dit niet door.

### Spaans-Sicilië
Karels opvolger, de Fransman Filips V van Spanje, stuurde Gasch naar de aartsbisschoppelijke troon van Palermo, in Spaans-Sicilië (1703). Na zijn bisschopswijding in Rome, in de kerk San Andrés delle Fratte (1703), nam Gasch bezit van het aartsbisdom in 1704. In Palermo deed hij meerdere pogingen om de priesteropleiding te verbeteren. Hij wilde de geestelijken extra doctrinaire lessen geven. Tevens was Gasch voorstander om hen in de Siciliaanse taal op te leiden, en niet meer in het Latijn en het Spaans.
In 1708 brak een opstand uit in Palermo. Het geweld was gericht tegen de Spaanse bestuurders van het eiland. Gasch poogde de chaos te beperken.

### Savoye en Sardinië
Door de Vrede van Utrecht (1713) kwam Sicilië toe aan de hertog van Savoye, die voortaan ook koning van Sardinië en Sicilië was. Aartsbisschop Gasch, primaat van Sicilië, kroonde Victor Amadeus II van Sardinië tot koning van Sicilië. De kroning vond plaats op kerstavond 1713 in de kathedraal van Palermo. De relaties tussen Gasch en Victor Amadeus II vertroebelden. Gasch stond op de privilegies van de Roomse Kerk. Paus Clemens XI en Victor Amadeus II waren in conflict en Gasch moest wegvluchten, mede door een Spaanse invasie op Sicilië. Vandaar leefde Gasch in ballingschap in Rome van 1715 tot 1723. De paus beloonde hem met de titel bisschop-assistent bij de pauselijke troon.

### Oostenrijks-Sicilië
In 1723 keerde Gasch terug naar het aartsbisdom Palermo. Door het Verdrag van Den Haag (1720) was Sicilië in handen van de Oostenrijkers. Hij hernam zijn kerkelijke politiek om priesteropleidingen te verbeteren. Hij stierf in 1729 en werd begraven in de kathedraal van Palermo, meer bepaald in de Sint-Franciscus van Paulakapel. Vanuit Rome kwam er lovende herdenking over het leven van aartsbisschop Gasch.